# 김혜리 (평론가)
김혜리(1971년 7월 10일 ~ )는 대한민국의 영화 평론가이다.

## 생애 및 경력
1971년 서울특별시에서 태어났다. 1995년 《씨네21》 창간팀에 속하였으며, 현재(2015년) 씨네21 편집위원이다.

## 학력
- 이스트앵글리아 대학교 대학원 영화학 석사과정
- 서울대학교 서양사학과 학사
- 선화예술고등학교
- 선화예술중학교

## 저서
- 《그녀에게 말하다》 2008년 2월 ISBN 9788995665978
- 《영화를 멈추다》 2008년 3월 ISBN 9788993056044
- 《영화야 미안해》 2007년 9월 ISBN 9788982181085
- 《진실의 탐닉》 2010년 5월 ISBN 9788984315082
- 《그림과 그림자》 2011년 10월 ISBN 9788961960953
- 《나를 보는 당신을 바라보았다》 2017년 3월 ISBN 9791160560152

공저
- 《다시 동화를 읽는다면》 2014년 5월 ISBN 9788983716682

## 출연
라디오
- 《FM 음악도시》 〈김혜리의 영화, 사람을 만나다〉 (2011년 ~ 2014년)
- 《그럼에도 불구하고》 〈김혜리의 주간영화〉 (2014년 ~ 2015년)
- 《FM zine》 〈김혜리의 수요 재개봉관〉 (2015년 ~ 2016년)

팟캐스트
- 《김혜리의 필름클럽》 (2016년 ~ )